# Janina Antoniewicz
Janina Joanna Antoniewicz (ur. 14 października 1890 w Zadniszówce, zm. 21 listopada 1956 w Warszawie) – botanik, ogrodnik.

## Życiorys
Urodzona w Zadniszówce pow. Skalski. Córka Karola i Wandy z Kurowskich.
W roku 1910 studiowała na Uniwersytecie Lwowskim. W 1923 na Uniwersytecie Jagiellońskim uzyskała stopień doktora filozofii, broniąc pracę Przyczynki do badań nad morfologią liścia pierzastego.
W latach 1915–1916 przebywała w Wiedniu, gdzie studiowała oraz pracowała w Instytucie Bakteriologicznym.
W okresie I wojny świat. pracowała jako sanitariuszka do walki z tyfusem i ospą w pow. łańcuckim. W latach 1917–1921 studiowała na Wydziale Ogrodniczym SGGW. Studia zakończyła tytułem inż.
W roku 1918 opracowała dla Akademii Umiejętności bibliografię grzybów. Również prowadziła badania i obserwacje nad roślinami leczniczymi w Państwowej Stacji Doświadczalnej w Bratkowie na Kielecczyźnie.
Była organizatorką ogródków szkolnych, m.in. na Bielanach w Warszawie, w Rabce, w Piotrkowie Trybunalskim.
Okres II wojny światowej spędziła na tajnym nauczaniu.
Po wojnie podjęła pracę w SGGW zostając adiunktem w katedrze łąkarstwa.
Współpracowała z różnymi redakcjami pism ogrodniczych i przyrodniczych.

## Odznaczenia
- Krzyż Kawalerski Orderu Odrodzenia Polski
- Złoty Krzyż Zasługi
- Odznaka „Za wierną służbę”

## Publikacje
- Ogrody szkolne (1921)
- Obserwacje wiosenne roślin (1934)
- Hodowla w szkole (1948)